# Amblyseiulella paraheveae
Amblyseiulella paraheveae är en spindeldjursart som först beskrevs av Wu och Ou 2002.  Amblyseiulella paraheveae ingår i släktet Amblyseiulella och familjen Phytoseiidae. Inga underarter finns listade i Catalogue of Life.